# El Médano

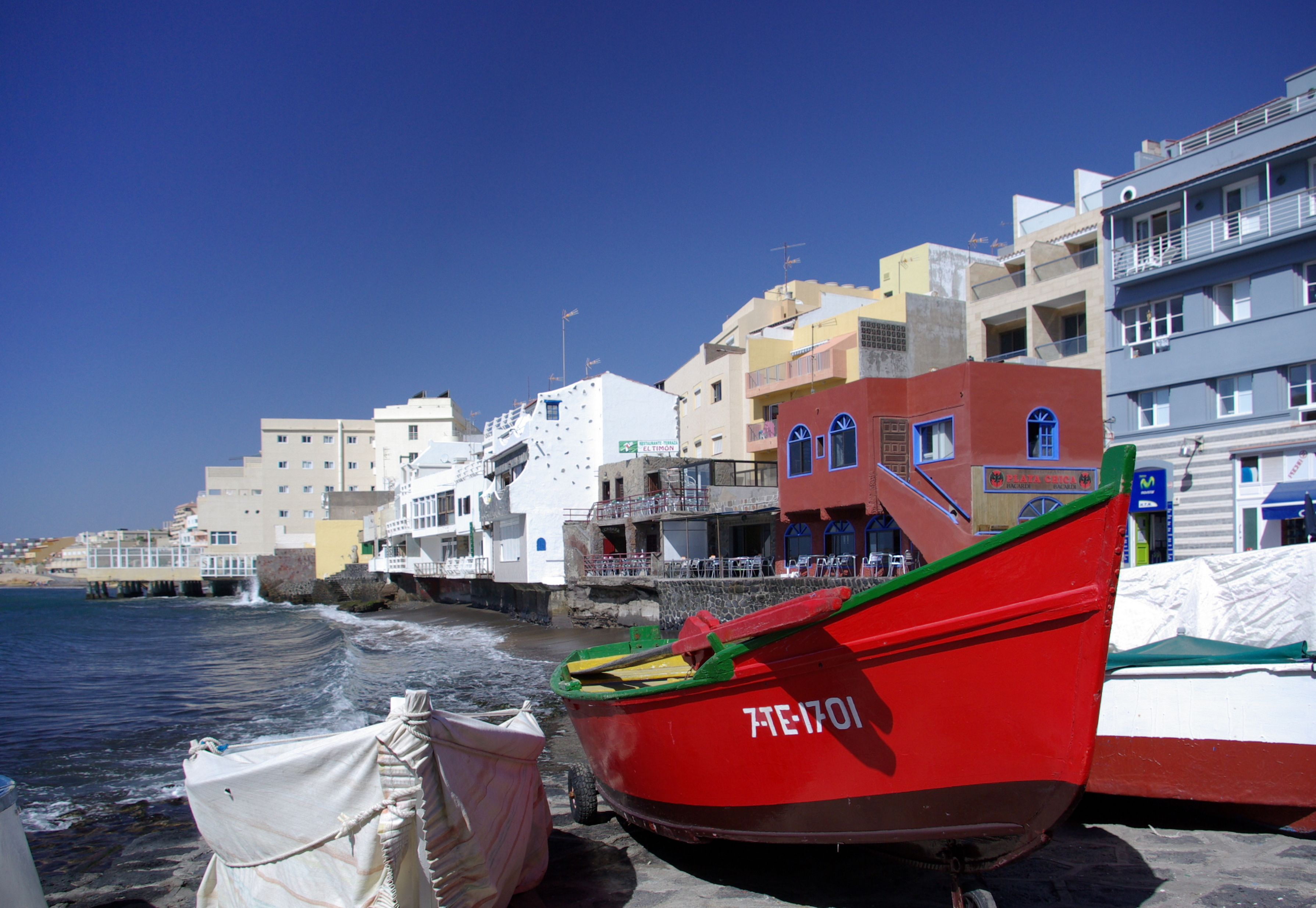
El Médano am alten Fischerhafen

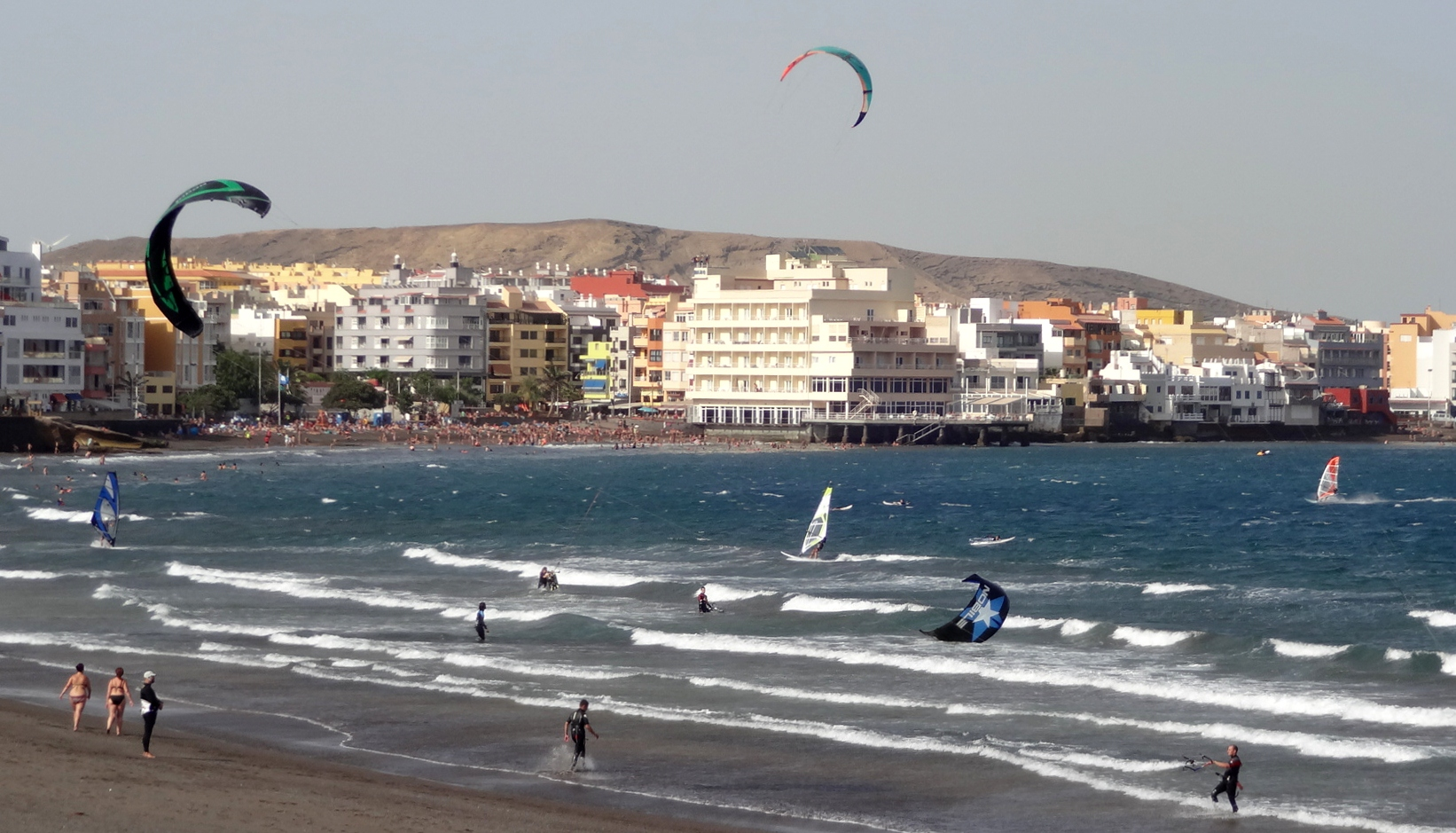
Playa del Médano

El Médano (spanisch Die Sanddüne) ist ein Ortsteil der Gemeinde Granadilla de Abona auf der kanarischen Insel Teneriffa, die zur spanischen Provinz Santa Cruz de Tenerife gehört. Er hat 8.407 Einwohner (Stand: 2021).
Der Ort liegt an einer kleinen Bucht an der Südostküste wenige Kilometer östlich des Flughafens Teneriffa Süd. Südlich erhebt sich La Montaña Roja („Der rote Berg“), der erodierte Rest eines alten Schlackenkegels, der unter Naturschutz steht. Von der Spitze dieser Erhebung lassen sich El Médano und ein Teil der Umgebung überblicken. Westlich von El Médano liegt die Playa La Tejita.
Aufgrund der kräftigen und beständigen Winde ist El Médano ein beliebtes Urlaubsziel bei Windsurfern. An drei Spots finden die Wassersportler Trainingsbedingungen für alle Erfahrungsklassen. Auch Kitesurfen bestimmt das Bild am Strand und auf dem Wasser ab Windstärke vier.
In der Nähe, direkt östlich der Landebahn des Südflughafens (Aeropuerto Reina Sofía), liegt die Cueva del Santo Hermano Pedro (Höhle des heiligen Bruders Pedro). Der Wallfahrtsort erinnert an Pedro de San José de Betancur, bekannt als Hermano Pedro. Er ist die erste auf den Kanarischen Inseln geborene Person die heiliggesprochen wurde. Er gilt auch als erster Heiliger Guatemalas und Mittelamerikas.

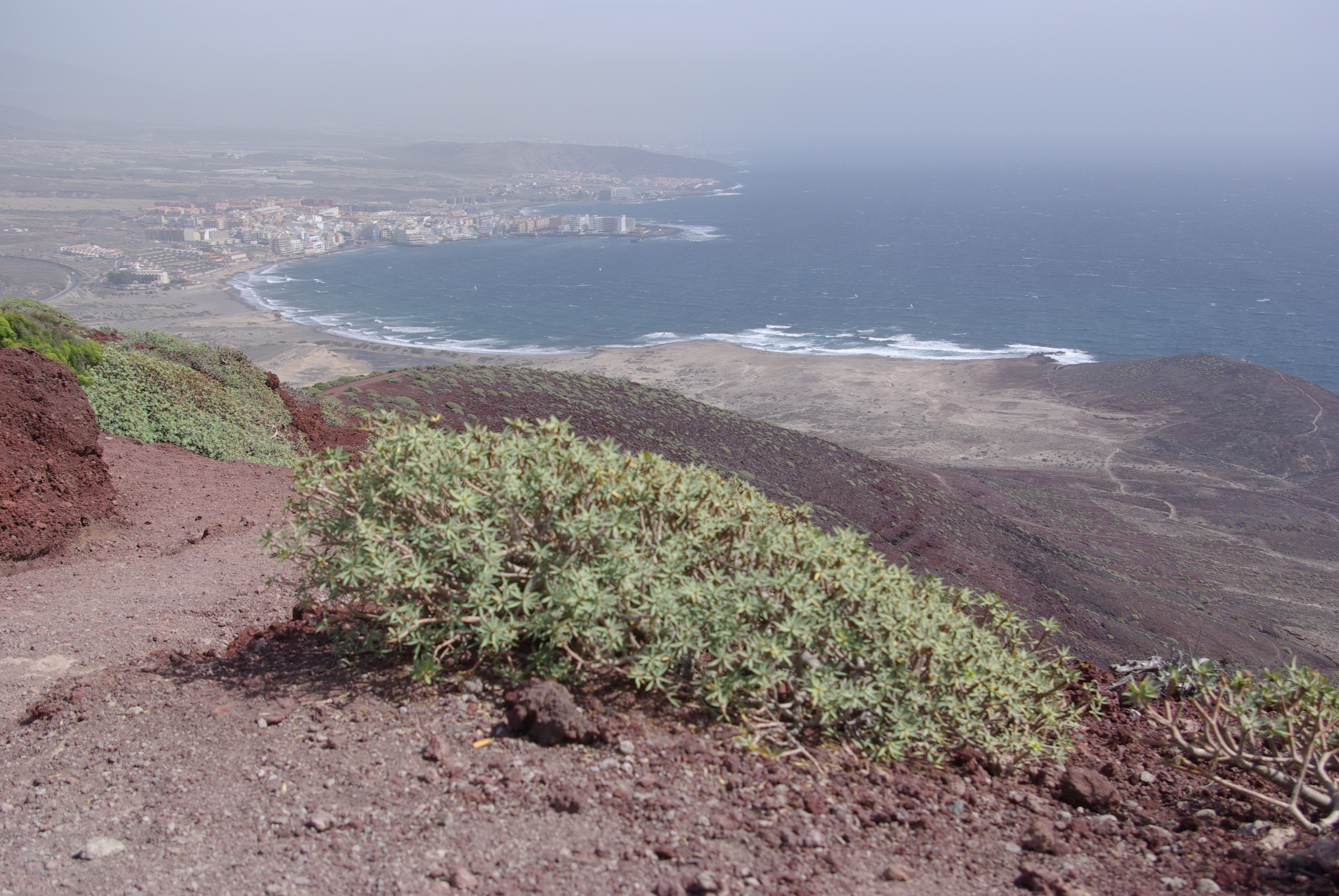
El Médano vom Montaña Roja aus gesehen
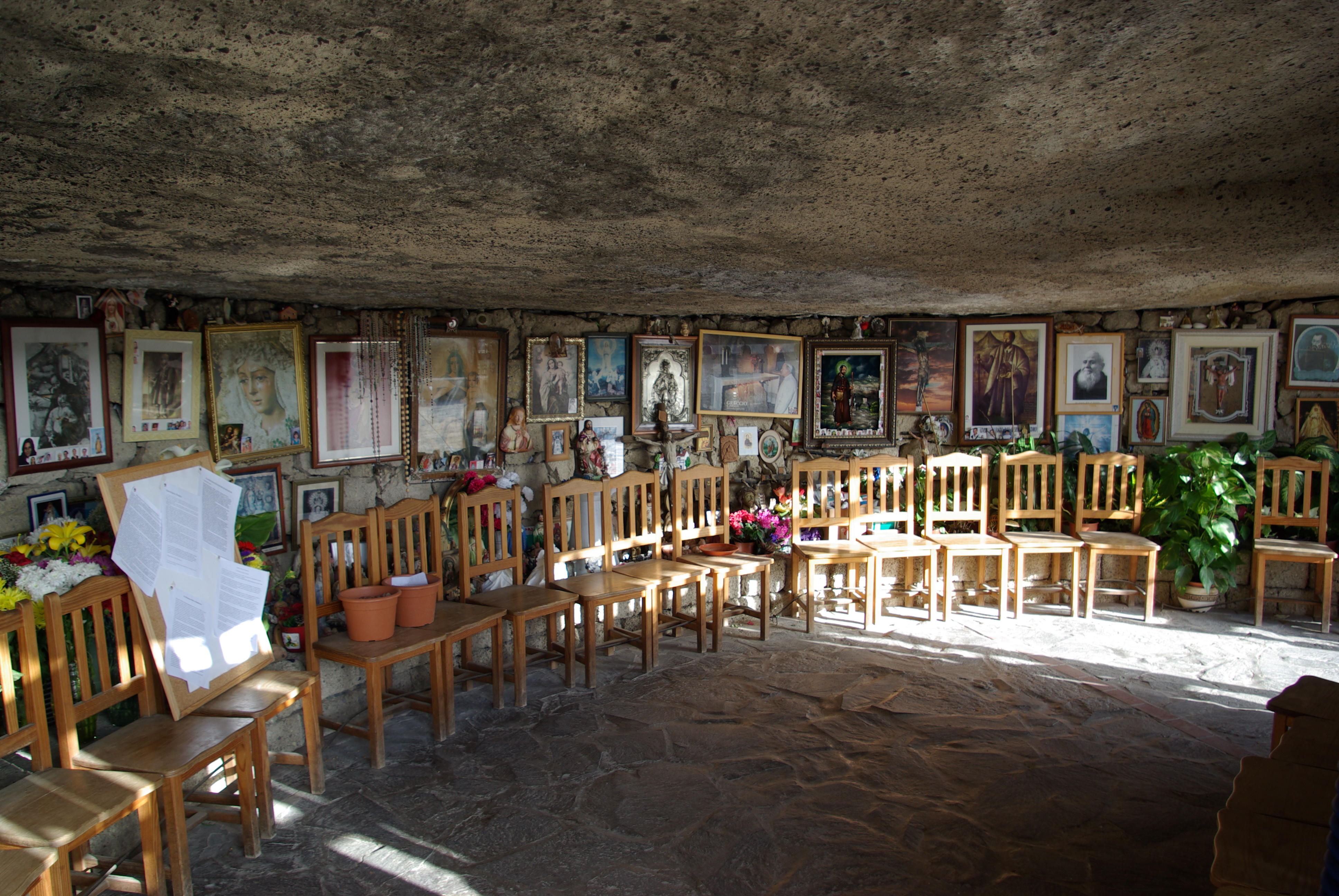
Höhle des Hermano Pedro
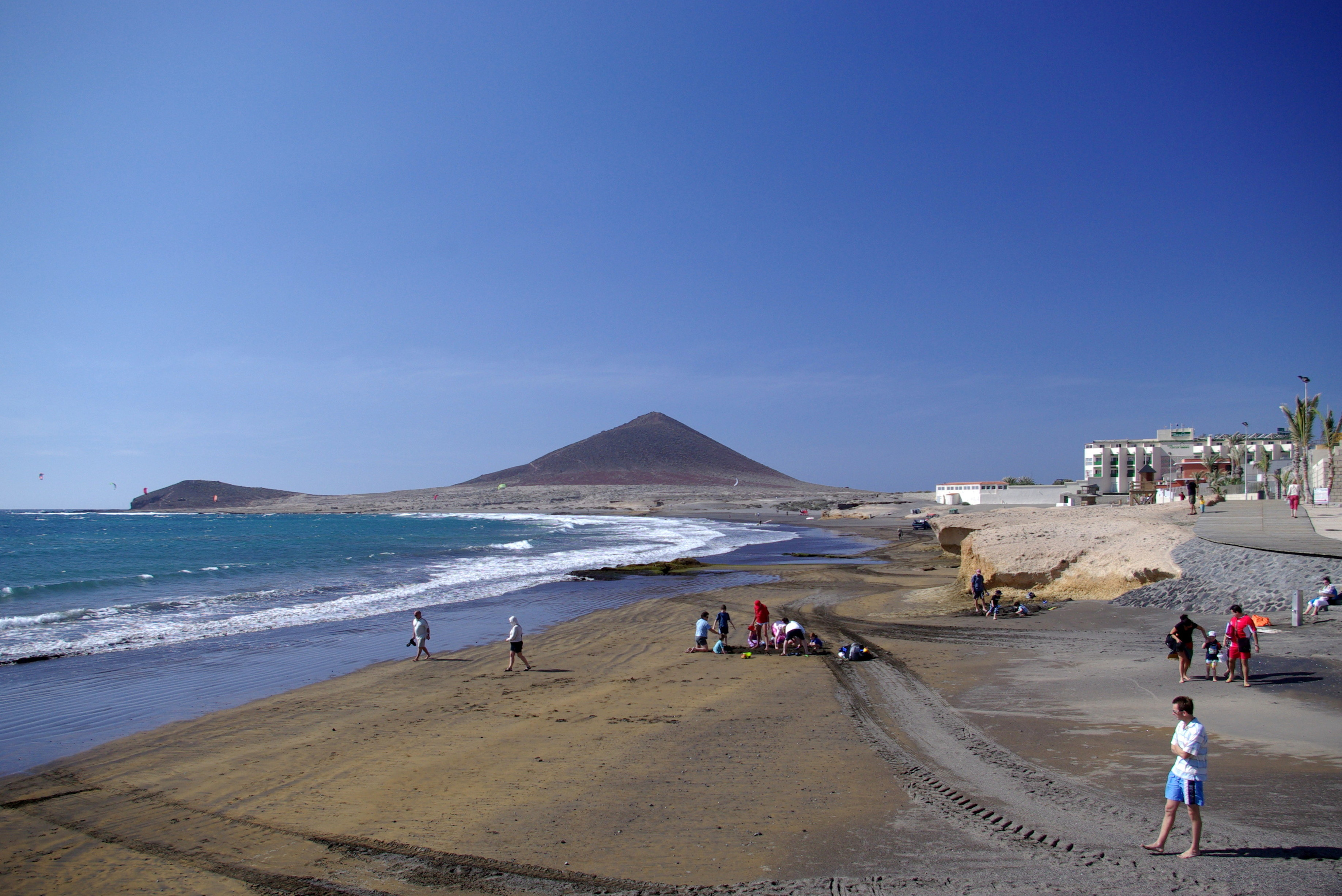
Strand und Montaña Roja
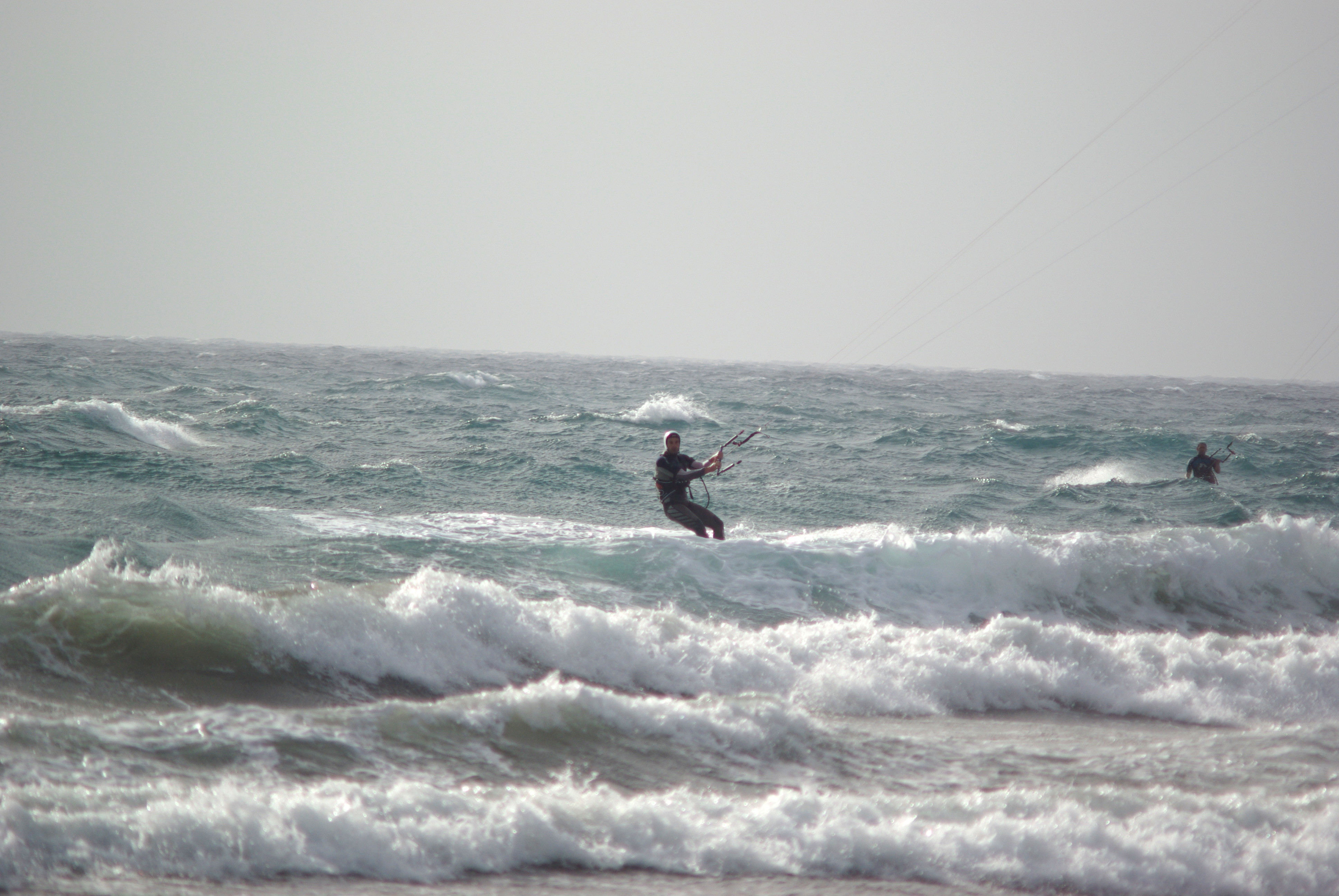
Kitesurfer in El Mèdano